# 徽安門院一条
徽安門院一条（きあんもんいんのいちじょう、生没年不詳）は、南北朝時代の宮廷女官・女流歌人。本名は不詳。
正親町公蔭の娘で、母は北条久時の娘。徽安門院寿子内親王（花園天皇皇女・光厳天皇後宮）に仕えて一条局（いちじょうのつぼね）と名乗る。その後光厳院の寵愛を受けて義仁親王（正親町宮）を産む。
後期京極派の歌人で、康永2年（1343年）冬以前の院六首歌合に出詠。また貞和百首・延文百首にも和歌が収録されている。『風雅和歌集』以後の勅撰和歌集に22首入集。家集『徽安門院一条集』を残す。